# مانوئلا سکولو
مانوئلا سکولو (ایتالیایی: Manuela Secolo؛ زادهٔ ۲۲ فوریهٔ ۱۹۷۷) بازیکن والیبال زن اهل ایتالیا است. وی در بازی‌های المپیک تابستانی ۲۰۰۴ شرکت کرده‌است.